# Giliana Berneri
Pour les articles homonymes, voir Berneri.
Giliana Berneri (ou Giliane Berneri), née à Florence (Italie) le 5 octobre 1919 et morte à Paris 7e le 19 juillet 1998, est une doctoresse en médecine et militante communiste libertaire française.

## Biographie
Fille cadette de Camillo Berneri et Giovanna Berneri (née Caleffi), Giliana Berneri arrive en France, en 1926, avec sa famille qui fuit le régime mussolinien.
Elle fait ses études à Paris et, comme sa sœur, Marie-Louise Berneri, elle devient docteur en médecine spécialisée en pédiatrie et psychanalyste.
Le 5 mai 1937, son père Camillo Berneri est assassiné à Barcelone.
En 1938, elle participe, avec sa sœur, aux activités de la revue Révision, fondé par Louis Mercier-Vega, Lucien Feuillade et Nicolas Lazarévitch.
En 1940, elle aide à son compagnon Ernesto Bonomini à s’échapper du camp du Vernet. Ils se réfugient aux États-Unis.
Après la Seconde Guerre mondiale, elle rentre en France, et milite dans le mouvement anarchiste jusqu'au milieu des années 1950.
Elle est parmi les refondateurs de la Fédération anarchiste aux côtés de, notamment, Robert Joulin, Henri Bouyé, Maurice Joyeux, Georges Fontenis, Suzy Chevet, Renée Lamberet, Georges Vincey, Aristide et Paul Lapeyre, Maurice Laisant, Solange Dumont, Maurice Fayolle, Roger Caron, Henri Oriol et Paul Chery.
Elle est naturalisée française le 17 octobre 1947.
Elle vit avec Serge Ninn (Serge Senninger) et milite au groupe Sacco et Vanzetti qui devient le groupe Kronstadt de la Fédération anarchiste. En 1948, le groupe comprenait « une vingtaine de militants et sympathisants appartenant à l’université, à la métallurgie, au bâtiment, aux milieux médicaux et hospitaliers, au livre et à l’enseignement » dont Georg K. Glaser et André Prudhommeaux.
Au Quartier latin, son domicile figure sur la liste à surveiller établie par la police.
Elle est l’une des animatrices du Cercle libertaire des étudiants (CLE) qui organise des réunions avec des figures historiques comme André Prudhommeaux et avec des écrivains proches du mouvement libertaire comme Albert Camus.
À cette époque, elle participe à la rédaction du Libertaire.
Elle refuse, contrairement à son compagnon, de participer aux initiatives de Georges Fontenis et à la création d’une tendance clandestine dans la Fédération anarchiste, connue sous l'appellation Organisation Pensée Bataille, dont le nom a été choisi en référence à son père. Leur objectif était de former une fraction communiste libertaire pour s'opposer à la fraction individualiste qui bloque alors toute évolution de la FA (en l'empêchant de se structurer)[non neutre], de prendre le contrôle de la FA et d'en faire une organisation révolutionnaire disciplinée, matérialiste, avec une analyse marxienne du capitalisme, une ligne politique unique et défendant le syndicalisme et les luttes sociales.
Par la suite, elle participe à la rédaction du « Mémorandum du groupe Kronstadt » qui dénonce les pratiques autoritaires instaurées par Georges Fontenis au sein de la Fédération anarchiste puis dans la Fédération communiste libertaire.
Déçue par les querelles à l'intérieur du mouvement anarchiste français, elle cesse de militer. À la mort de sa mère en 1962 elle donne toutes les archives familiales au centre qui porte aujourd’hui le nom de sa mère en Italie.
On lui doit d'avoir popularisé les théories de Wilhelm Reich dans la presse libertaire.

### Anecdote
À la première conférence anarchiste d'après-guerre, à Paris en 1948, un membre de la famille Berneri était présente dans les délégations française, italienne et britannique : Marie Louise représentait la Grande-Bretagne, sa sœur Giliana la France et sa mère Giovanna l'Italie.

## Œuvres
- Sur quelques cas de polynévrites par intoxication alimentaire accidentelle par des substances contenant du triorthocresyl phosphate, thèse, Médecine, Paris, 1946, (OCLC 492982703).
- Notes prises au cours de la conférence sur l'orientation professionnelle pratiquée par le service médical à la Chambre des métiers de Seine-et-Oise, Paris, mars 1957, (OCLC 458487350).

## Notices et liens externes
- Ressource relative à la vie publique :   - Maitron
- Notices d'autorité :   - BnF (données)
- WorldCat : « bibliographie ».
- Dictionnaire des anarchistes, « Le Maitron » : « notice biographique ».
- Dictionnaire biographique, mouvement ouvrier, mouvement social, « Le Maitron » : « notice biographique ».
- Dictionnaire international des militants anarchistes : « notice biographique ».
- L'Éphéméride anarchiste : « notice biographique ».
- Centre International de Recherches sur l'Anarchisme (Lausanne) : « notice bibliographique ».
- Libcom : « notice biographique ».
- Ateneo virtual : « notice biographique ».
- Archivio Famiglia Berneri - Aurelio Chessa : « notice biographique ».

- « Archives Berneri-Chessa »